# Adam Żurakowski
Adam Żurakowski herbu Sas (zm. w 1717 roku) – skarbnik halicki w latach 1706–1710.
Jako poseł ziemi halickiej był uczestnikiem Walnej Rady Warszawskiej 1710 roku.